# Electrónica cuántica
La electrónica cuántica es el área de la física que se ocupa de los efectos de la mecánica cuántica en el comportamiento de los electrones en la materia y de sus interacciones con los fotones.
Hoy raramente se considera un subcampo en su propio derecho, ya que ha sido absorbida por otros campos: la física de estado sólido regularmente toma en cuenta la mecánica cuántica, y usualmente trata sobre los electrones. La aplicación específica de la electrónica se investiga dentro de la física del semiconductor.
El campo también abarca los procesos básicos de la operación del láser donde los fotones están interactuando con los electrones: absorción, emisión espontánea, y emisión estimulada.
El término fue usado principalmente entre los años 1950 y los años 1970. Hoy, el resultado de la investigación de este campo es usado principalmente en óptica cuántica, especialmente para la parte de ella que se nutre no de la física atómica sino de la física de estado sólido.